# 귀곡의 문
《귀곡의 문》은 웹툰 작가 삼촌의 작품으로, 매주 수요일 네이버에서 연재된다.

## 작품 개요
귀신소굴로 유명한 삼도천동의 흉가, 평범한(?) 세입자들의 일상 개그
대한민국 서울시 황천구 삼도천동, 동네 이름에 걸맞도록 귀신소굴로 유명하고 괴담에 자주 등장하는 동네로 알려져있다. 주인공 나랑이 출근하기 편하고 월세가 싸다는 이유로 이 동네에 위치한 귀곡빌라로 이사를 온 뒤 일어나는 이야기를 그린 호러 개그 웹툰이다.

## 설명
깔끔한 그림체와 대비되게, 귀신을 잘 그린다. 고어하고 그로테스크한 연출을 보지 못하면 주의할 필요가 있다.
하지만 이런 기괴한 귀신들이 나옴에도 작가  특유의 개그가 분위기를 가볍게 만들기도 한다. 개그를 통해 가끔 대한민국의 사회를 풍자하기도 한다.
준수한 외관의 등장인물과 각 캐릭터들의 입체적인 성격 등이 잘 맞물려 캐릭터 자체의 인기가 꽤 좋다.

## 설정
- 서울시 황천구 삼도천동

작중 중심 배경이 되는 가공의 지역. 터 자체가 좋지 않아 귀신들이 득실댄다. 귀신의 목격담도 굉장히 많아 사람들이 웬만해서 이곳으로 오려고 하지 않으니 집세가 굉장히 싸다. 일반인들 입장에서는 사는 것 자체가 고역인 지역이지만 영매사들 입장에서는 여러 귀신을 잡는 훈련이 될 수 있기에 가끔 와서 퇴마를 하는 듯 보인다.

- 영매사

작중 등장하는 영력을 가지고 활용할 수 있는 사람들을 통칭하는 말. 대부분의 영매사는 영연 소속이다. 은파의 말에 의하면 영매사들은 기본적으로 일반인에 비해 신체능력이 좋다고 한다. 또한 영매 능력은 유전되기 쉽다고 하며, 노화도 느린 듯하다.
- 퇴마사

귀신들을 직접 대치하고 처리하는 사람들. 비나와 은파, 영단이 이쪽에 속한다. 엑토플라즘으로 몸을 감싸고 무구로 귀신들을 직접적으로 공격한다.
- 점술사

점술을 통해 예지, 정보수집, 주식까지, 돈이 될만한 일을 하는 사람들. 송골매가 이쪽에 속한다. 사람의 운명에 멋대로 참견한다며 악귀가 잘 꼬이고 신병에도 잘 걸려 항상 몸이 약하다. 점을 볼수록 더 안 좋아지지만 그렇다고 수행하지 않고 재능을 썩히면 그건 그것대로 약점을 내놓고 다니는 게 된다. 위와 같은 이유로 경호 차원에서 퇴마사가 곁에 있다.
- 엑토플라즘

작중 영매사들이 사용하는 능력으로, 대부분의 귀신 퇴치는 엑토플라즘을 통해 행해지고 있다. 그 이유는 현대인의 육체로 귀신을 상대하기 버겁기 때문이라고. 보통 엑토플라즘을 몸에 둘러  육체를 강화하는 식으로 사용하지만, 실력이 뛰어난 영매사는 분신을 만들어 사용하기도 한다.
엑토플라즘을 두르면 바뀌는 의복과 무구도 엑토플라즘의 일종이다.
지붕 위로 뛰어가면 된다고 하거나, 맨손으로 콘크리트 벽을 부술 수 있다고 말하는 등, 엑토플라즘을 두른 영매사는 생각 이상으로 신체능력이 좋아지는 듯보인다. 엑토플라즘이 둘러진 상태에서는 사진에 찍혀도 심령사진처럼 흐리게 보이기 때문에 들킬 위험도 없다고 한다.
- 분신

영혼의 70% 정도를 분리해 만들어낸 현상. 30%는 본래 육체에 남겨두지만 반 이상이 분신에게 있어 '넋이 반쯤 나간 상태'가 되어 본체에 의식이 거의 없고 멍때리는 상태가 된다. 이렇게 분리하는 과정이 어려운지, 수련 도중 자칫 잘못 조절해서 본체의 혼이 전부 분신으로 빠져나가 죽는 경우도 많다고 한다. 그래서 영매사들 사이에서도 특히 천재라 불리는 영매사만 사용할 수 있는 등, 극소수만 사용할 수 있는 것으로 나온다.
분신의 경우 전성기 모습을 취하기 때문에 10대 후반에서 20대 팔팔한 모습을 보인다. 하지만 이 전성기란, 잘 먹고 잘 자며 최상의 상태로 자랐을 경우의 모습으로, 영매사 본인의 생활 습관이나 환경에 따라 조금씩 다를 수도 있다. 분신의 나이는 변하지 않아 노인임에도 청년의 모습을 하거나, 어린아이가 어른의 모습을 하고 있다.
분신과 본체의 구분을 표정으로 한다. 분신의 경우 표정이 없다고.
- 사역령

영매사들이 다루는 영을 일컫는다. 자세히 나오지 않아 알려진 것은 없다. 다른 영매사에게 말을 전하거나 집을 지키는 등의 심부름을 하는 것으로 보인다. 작중에서 사역령이 나온 것은 은파의 물고기 정도. 다른 영매사들이 기신을 비나의 사역령으로 오해한 것으로 보아 인간 형태의 사역령도 있는 것 같다.

## 등장인물

### 주역
| 귀곡빌라 5인방 | 귀곡빌라 5인방 | 귀곡빌라 5인방 | 귀곡빌라 5인방 | 귀곡빌라 5인방 | 영매사 연맹 | 영매사 연맹 | 영매사 연맹 | 영매사 연맹 | 영매사 연맹 | 영매사 연맹 | 영매사 연맹 |
| -------------- | -------------- | -------------- | -------------- | -------------- | ----------- | ----------- | ----------- | ----------- | ----------- | ----------- | ----------- |
| 연나랑         | 안기신         | 담서리         | 강화도         | 금비나         | 이산심      | 이은파      | 영단        | 옥벼루      | 송골매      | 송솔개      | 베델        |

#### 귀곡빌라 5인방
삼도천동에 위치한 귀곡빌라에 사는 5인방을 일컫는다. 주인공 연나랑이 귀곡빌라로 이사 오기 전부터 친한 사이이다.
나이는 담서리=강화도 > 연나랑=안기신 > 금비나 순. 신장은 안기신 > 담서리 > 강화도 > 금비나 > 연나랑인 것으로 보인다.

- 연나랑

연한 녹색 긴 머리에 분홍색 눈을 가진 작은 체구의 여성. 집세가 싸고 회사와 가깝다는 이유로 본작 1화에 귀곡빌라로 이사를 왔다. 이사 오기 전 친구들에게 들은 귀신 이야기를 괴담이라고만 생각했지만 이사 온 첫 날 찬장에서 귀신을 발견하고 그제 서야 단순한 소문이 아니라는 것을 알게 된다.
원래는 친구인 안기신을 사람들이 오해해서 소문이 퍼진 것으로 생각하고 있었다.
1화 귀곡 빌라에서 기신이 자신과 친구할 수 있으면 진짜 귀신도 괜찮아야하는 것 아니냐며 말하지만, 나랑은 '옆집에 살인마가 사는 것과 살인마 닮은 사람이 사는 것이 어떻게 같냐'며 맞받아친다.
보통 사람에 비해 영력이 약간 높은 편이라고 한다. 그래서인지 작중 귀신을 일반인들 사이에서 가장 먼저 알아채기도 한다.
겁이 많은 것에 비해 배려심이 깊다. 이런 성격에 영연의 은파가 나랑을 굉장히 잘 따른다.

- 안기신

검은 머리에 검은 눈을 가진 장신의 남성. 주역 중 최장신이다. 작중 대부분의 사람들에게 귀신으로 오해받지만 영력도 없는 아주 평범한 인간이다.
본인은 귀곡빌라에 살면서 귀신을 본 적이 없다고 하는데, 이는 그가 영력이 전혀 없어서이다 7화 안 보이는 사람 中, 비나의 말에 의하면 귀신이 싫어할 성격이라고 한다. 본인은 귀신을 한 번 보고 싶다고 한다.
비위가 굉장히 약하고 건강 상태도 5인방 중 가장 나쁜 것으로 보인다. 한 번 안 자면 50시간은 샌다고 한다...본래 무섭게 생긴 것이라고 하지만 잠을 자지 않는 것도 그가 귀신으로 오해받게끔 만드는 데 한 몫 하는 것으로 보인다.
귀신으로 오해받는 얼굴과 달리 굉장히 상냥한 성격이며, 어린 영단을 잘 챙겨주는 모습을 보인다.
53화 터지다에서 주역 5인방 중 가장 먼저 가족이 나왔다. 남동생과 어머니.

- 담서리

연갈색 머리에 연하늘색 눈을 가진 남성. 단발에 반묶음을 하고 있다. 영연의 회장 대리인 옥벼루에 의하면 미남인 듯. 화도와 동갑이며 회사도 같다.
순한 인상과 다르게 5인방 중 가장 드세고 과격한 분위기다. 화도나 나랑이 같은 다른 일반인들보다 귀신을 무서워하지 않으며, 오히려 귀신이 나오면 안심하는 면모도 보인다. 머리를 감다 머리가 빠진 것을 보며 오싹해하다가 머리색이 자신의 것과 다른 것을 보고 안심한다거나, 누군가 달려오는 모습에 긴장하다가 귀신인 것을 알고 안심한다거나.
아재개그를 좋아하며, 다리 없는 귀신이 많은 건 넘어지는 걸 대비한 생존전략이라며 엉뚱한 분석을 하는 등, '착한 얼굴에 그렇지 못한 태도'의 표본을 보여준다.
하고 싶은 말은 웬만해서 다 하는 편으로 보이며, 아가리 파이터의 기질이 두드러진다. 명문 출신의 송골매를 함부로 대하다가 친한 동생인 비나가 불이익을 받으면 어떡하냐는 걱정에 비나가 그런 거 없다는 식으로 말하자 곧장 꺼지라고 말한다던가... 주역 5인방이 다들 그렇듯 본래 성격은 유한 편이라 쫓아낸 송골매가 진짜 나가자 도로 들어오라고 말한다.

- 강화도

붉은 머리카락과 벽안의 남성. 고양이 눈매에 안경을 끼고 있다. 5인방 중 가장 평범한 인상이다. 서리와 동갑이며 회사에서는 옆자리를 사용한다.
기가 약하며 귀신을 무서워한다. 서리의 말에 의하면 저질체력에, 언제나 간당간당한 피통을 유지하고 있다고 한다. 5인방 모두 현실적이고 자본주의의 굴레에서 벗어나지 못하는 현대인의 면모를 보여주지만 화도는 특히 그렇다.
14화 탈출구 편을 보면, 겁이 많은 데도 귀신이 많은 동네로 이사 온 이유가 아버지의 취미 생활인 것으로 밝혀졌다. 더불어 편두통도 심하다고.
추리물을 좋아하고 그만큼 추리력이 좋기도 하다. 55화 조우하다 편과 56화 모험 편에서 그 면모가 특히 부각되는 편이다.

- 금비나

갈색 웨이브 머리에 검은눈을 가진 여성. 대학생이자 5인방 중 유일한 영매사이다. 첫 등장은 3화 어떤 이유 편으로, 다른 넷보다는 조금 늦게 등장했다. 과거 영연에 소속되어 일했지만 지금은 퇴사한 상태이다. 그럼에도 퇴마사 일은 계속하고 있는데, 영연을 통해 일을 받아 해결하는 외주 형태를 띠고 있다.
이전에 속해있던 영연에서도 모두가 인정하는 천재. 분신을 자유자재로 만들어 퇴마한다. 본인은 영연에 질려 나갔지만, 정작 영연에서는 비나가 돌아오면 차기 회장이 될 거라고 예측하고 있다.
귀곡빌라 5인방에게 막내 소리를 들으며 친하게 지내고 있으며, 다른 등장인물들과도 두루두루 원만하게 잘 지내는 성격이다. 워낙 생활패턴이 엉망이라 서리에게 고장난 시계 소리를 듣는다.

#### 영매사 연맹
작중 등장하는 단체로, 대부분의 직원이 영매사인 특징이 있다. 줄여서 영연으로 불린다. 실력주의 회사라고 한다.
크게 액막이과, 점술과, 생산관리과 세 부서로 나뉘어 서로가 서로에게 도움을 주고받는 형태를 띠고 있다.
- 이산심

영연의 회장. 명문 이가의 일원이기도 하다. 언제나 무표정한 것이 특징.
작중 은파를 비롯한 몇몇에게 꼰대 소리를 들으며 '삼신'이라고 비꼼당하기도 한다. 비나를 비롯해 어린 몇몇 사원들에게 결혼에 대해 이것저것 묻기 때문이다. 꼰대 할아버지 취급을 받는 것에 비해 굉장히 젊은 외모를 하고 있다.
이것에는 이유가 있는데, 바로 산심 그 본인은 이미 죽었기 때문. 130 중반까지 살다가 죽은 뒤, 지금 분신으로도 60년을 더 살고 있다고 한다. 분신의 특성 그대로 무표정인 것이 납득간다.

- 이은파

분홍색 머리에 금안을 가진 여성. 등장인물 중 가장 처음 나온 영연의 직원이다. 비나와 동갑내기 친구이자 동료.
명문 이가의 후계자로, 회장인 산심과 먼 친척이라고 한다.
상당히 당차고 솔직한 성격이다. 마음에 들지 않는 사람을 멀리하거나, 좋아하는 사람에게는 매우 잘해준다. 일을 할 때도 거침없이 행동하는 편. 귀신에게 당해 입원했을 때도 자신이 직접 잡겠다며 자리를 뛰쳐나와 3일 밤낮을 싸워 결국 이겼다고 한다. 당한 것은 확실히 갚는다는 성정 탓에 영연 직원들 사이에서도 말벌집 취급을 받는다.
융통성 있는 성격이기도 하다. 명문 출신임에도 차기 회장 후보에도 들어가지 않는 것에 별다른 불만이 없으며, 오히려 비나를 착실히 밀어주고 있다.
영력은 범재 수준이지만, 타고난 정신력이 남다르다. 눈에 띄는 귀신은 언제나 착실히 처리하며, 인간에게 해를 끼치면 설령 신이더라도 인정사정 없다고 한다.
- 영단

금발에 붉은 눈을 가진 어린 남자아이. 13살에 불과하지만 영연에서 밀어주는 천재 영매사이다.
부모님이 안 계셔서 영연에서 지내는 것으로 보인다. 주로 옥벼루에게 돌봐지는 것 같다. 하지만 고아인 탓에 예의가 바른 것을 넘어 사람들의 눈치를 많이 본다. 너무 띄워주면 중압감이 심하고, 그렇다고 아무 말 없이 내버려두면 얹혀산다는 자격지심이 있다는 듯하다.
아직 어리기 때문에 상황을 판단하고 귀신을 처리하는 것에 있어 비나와 은파에게 뒤떨어진다. 하지만 그 나이에 분신을 만드는 연습을 하는 모습을 보면 천재는 확실히 천재인듯.

- 옥벼루

영연의 회장 대리. 청록색 머리에 검은 눈을 가진 남성으로, 등장한 영매사 중 가장 약하다.
영능력은 집안 내력으로, 대대로 잡귀가 꼬이기 쉽다고 한다. 잡귀가 잘 꼬이는데도 사업이 번창하고 그의 어머니는 애초에 정신력으로 치부하는 것을 보아 성정이 유약하고 기가 약한 것은 옥벼루 뿐인 것으로 보인다.
작중 초반에는 어린 아이인 영단을 겨울에 11시간동안 세워둔 것이나, 기신을 악귀로 착각해 물 (성수)를 뿌려놓고 사과 한 마디 안 하는 등, 나중에 기신이 감기에 걸렸다는 것을 알고 기신이 원하는 책과 장면을 보면 이렇게까지 대응하며 겁내는 것도 무리는 아니다. 상당한 부잣집 출신이지만 어린 시절 고용인으로 위장한 귀신에게 끌려갈 뻔한 뒤로 고용인을 두는 것도 무서워해 뭐든 잘한다고 한다. 현재는 산심이 옆에 붙어있으며 어느 정도 잡귀가 덜 꼬이는 듯하다.
- 송골매

진한 갈색 단발머리에 금안의 점술사. 이름대로 맹금류를 닮았다.↵↵명문 송가 출신으로, 태어날 때부터 기대를 받아왔다고 한다. 주특기는 예지로, 사진을 본 것만으로도 주가와 사람의 수명까지 볼 수 있는 모양이다.29화 영매사들 中. 77화 실마리 편을 보면 분신도 쓸 줄 안다.
워낙 마이페이스에 안전불감증인지 주변 사람들을 화나게 한다. 17화 달라붙다 中 서리의 집에서 술을 마시는 모습을 보고, 서리가 물도 그렇게 안 마신다며 우는 모습을 보면 상당한 주당인 것으로 보인다. 꼭 주당이 아니더라도 얼굴이 붉지 않는 컷이 하나도 없는 걸 보면 그냥 술을 달고 사는 것 같다.
아무런 계획없이 살기 때문에 약속을 까먹는 일이 잦으며 방랑벽도 있어서 여기저기 멋대로 돌아다니는 데다, 사람들의 연락을 안 좋아하는지 등장도 하지 않은 시점에서 휴대폰을 팔아먹었다고 언급되었다. 이런 자유로운 성정은 회장도 학을 뗄 정도. 위험에 처해도 구해주지 말라는 특단의 조치까지 내려졌지만 송골매가 변하는 일은 없었다고 한다.

- 송솔개

금발에 금안을 가진 남성. 송골매의 육촌 형이다. 성은 어머니의 성을 따랐다.
송골매와는 달리 친절하고 귀신에게조차 유하다. 비나의 말로는 '영연의 생불'. 골매와 닮은 외모로 사람들에게 문전박대를 당하고 심지어는 물벼락을 맞아도 화 한 번 내지 않는다. 상당한 대인배로, 대부분의 사람들은 그를 만나면 한 수 접고 들어간다. 실제로 여자친구랑 식당에 갔다가 그의 아무에게나 돈을 내어주는 성격 때문에 화를 내며 그릇을 깨뜨렸는데 솔개가 화를 풀려주지 않고 그걸 치우는 직원을 의식하는 바람에 뺨을 맞고 헤어진 적도 있다고 한다.

- 베델

녹색 단발에 연갈색 눈을 가진 여성. 솔개와 함께 다닌다.
솔개와는 영 정반대의 성격으로, 말수도 적고 냉정한 편이다. 비나를 걱정하는 서리와 화도를 보고 어차피 남일인데 무슨 상관이냐는 듯한 태도를 보였다.
약한 척 굴며 귀신이 방심한 때를 노려 처리한다는데, 이 탓에 몸을 함부로 사용해 항상 부상을 달고 사는 모양이다. 몸을 아끼지 않는 면모 때문에 은파는 베델의 방식을 싫어한다.
도박을 좋아하며 그를 위해 몸 한두 군데 걸기도 한다.